# Fußball-Landesklasse Berlin 1951/52
Die Fußball-Landesklasse Berlin 1951/52 war die höchste Spielklasse im sowjetischen Sektor Berlins. Sie wurde den Landesklassen der fünf Länder der DDR gleichgestellt und war damit drittklassig. Für den Spielbetrieb zeichnete sich der Landessportausschuss für Groß-Berlin zuständig, welcher Mitglied des Deutschen Sportausschusses der DDR war. Nach der Abschaffung der Länder in der DDR wurde die Landesklasse nach der Saison 1951/52 eingestellt und im Wesentlichen durch die Bezirksliga Berlin abgelöst.

## Übersicht
| SV Grünau |

| Adlershofer BC |

| Weißensee |

| Buchholz |

| Stralau |

| Lichtenberg |

| VfB Berlin 1911 |

| Johannisthal |

| Rapide 93 |

| Baumschulenweg |

| Concordia Wilhelmsruh |

| Oberschöneweide |

| SSV Köpenick |

| Fürstenwalde |

| Oranienburg |

| Fürstenwalde |

| Oranienburg |

## Tabelle
| Pl. | Verein                       | Tore  | Punkte |
| --- | ---------------------------- | ----- | ------ |
| 01. | Adlershofer BC 1908 ↑        | 43:13 | 74:29  |
| 02. | SG Volkspolizei Berlin (N)   | 42:14 | 69:24  |
| 03. | Berolina Stralau             | 40:16 | 63:32  |
| 04. | Eintracht 48 Oranienburg (N) | 32:24 | 65:59  |
| 05. | Concordia 95 Wilhelmsruh (A) | 29:27 | 60:62  |
| 06. | Rapide 93 Niederschönhausen  | 28:28 | 49:46  |
| 07. | Sparta Lichtenberg           | 26:30 | 55:54  |
| 08. | BSG Chemie Fürstenwalde      | 26:30 | 45:46  |
| 09. | SG Johannisthal              | 26:30 | 51:66  |
| 10. | Grün-Weiß Baumschulenweg     | 25:31 | 37:58  |
| 11. | SV Buchholz                  | 24:32 | 65:49  |
| 12. | ASV Weißensee ↓              | 23:33 | 60:68  |
| 13. | VfB Berlin 1911 ↓            | 23:33 | 51:62  |
| 14. | SSV Köpenick 1908 (A) ↓      | 16:40 | 29:67  |
| 15. | SG Union Oberschöneweide ↓   | 16:40 | 43:94  |